# راک مخالف

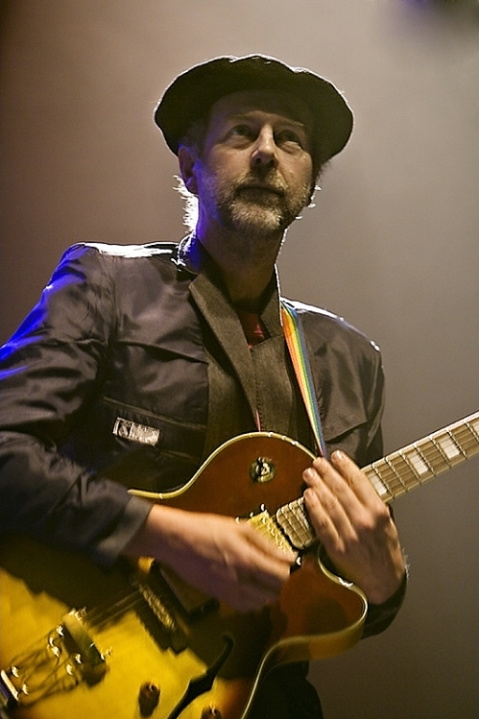
باب دریک به همراه گروه سه‌نفره پیتر بلگواد در حال اجرا در جشنواره راک این اوپوزیسیون در جنوب فرانسه در آوریل ۲۰۰۷

راک در اپوزیسیون (Rock in Opposition، به اختصار RIO) یک جنبش موسیقایی در اواخر دهه۷۰ میلادی بود که توسط مجموعه‌ای از گروه‌های پراگرسیو راک به صورت اتحادی در مقابل صنعت موسیقی شکل گرفت که از پذیرش موسیقی ایشان سرباز می‌زد. این حرکت در ابتدا توسط گروه آوانت-راک به نام هنری کاو در مارس ۱۹۷۸ با دعوت ایشان از چهار گروه اروپایی برای حضور در فستیوالی در لندن شروع شد که آن را «راک در اپوزیسیون» نامیده بودند.